# Acid oxalilacetic
Acidul oxalilacetic sau oxaloacetic (sau oxalilacetat, în forma sa ionică) este un acid dicarboxilic care apare ca un intermediar în ciclul Krebs. Aceasta este produs în acest ciclu de dehidrogenare din acid malic, catalizat de enzima malat dehidrogenază (MDH). Atomii de hidrogen și electronii eliberați în timpul reacției sunt captați de către coenzima NAD:
Malat + NAD+ {\displaystyle \rightleftharpoons } oxaloacetat + NADH

## Proprietăți
E instabil în soluție descompunându-se la acid piruvic după câteva ore la temperatura camerei sau zile la temperaturi joase în jurul temperaturii de solidificare a apei.

## Rol metabolic
Reacționează cu acetil-CoA pentru a forma citrat.